# Detzem

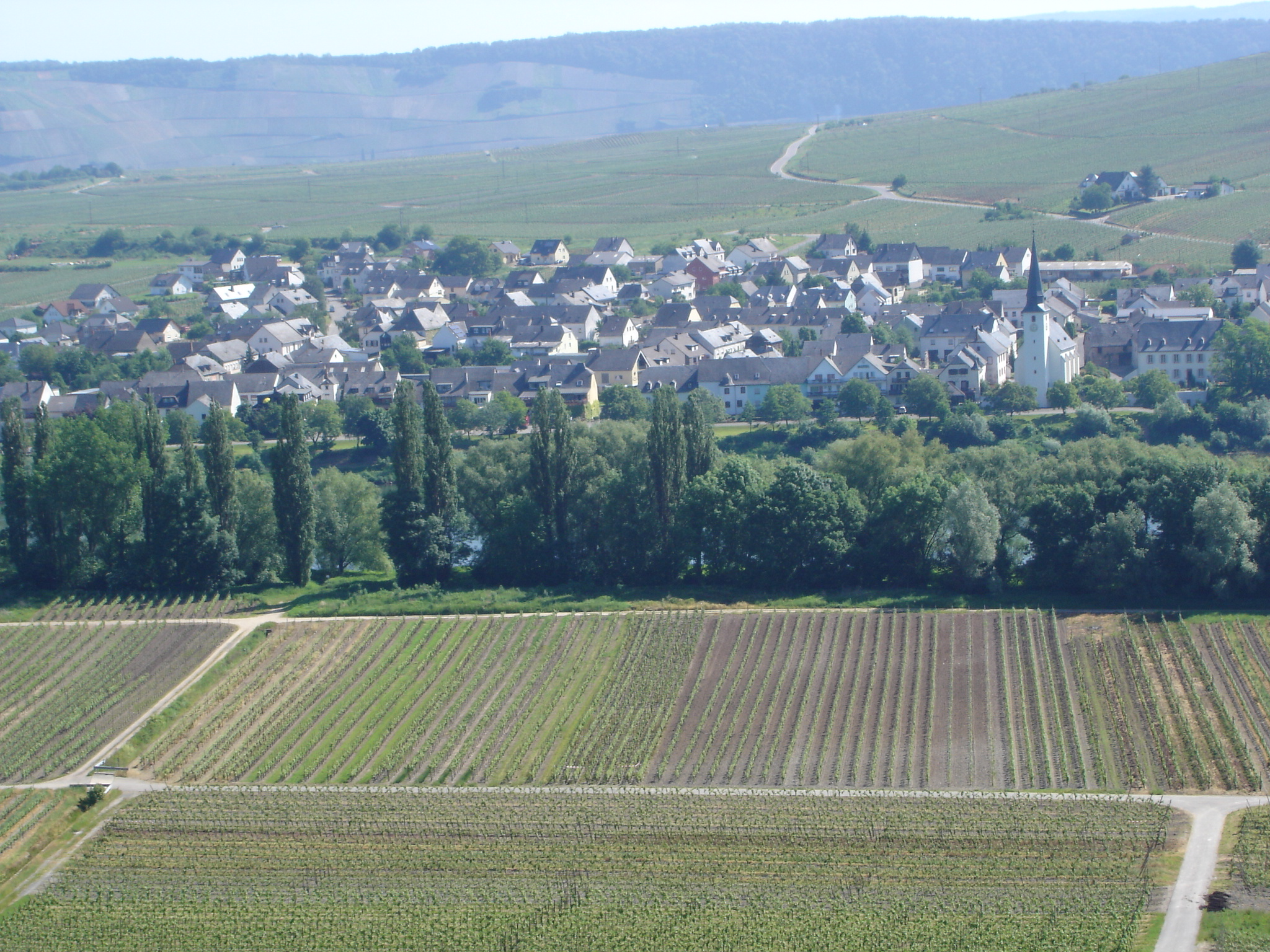
Das Dorf

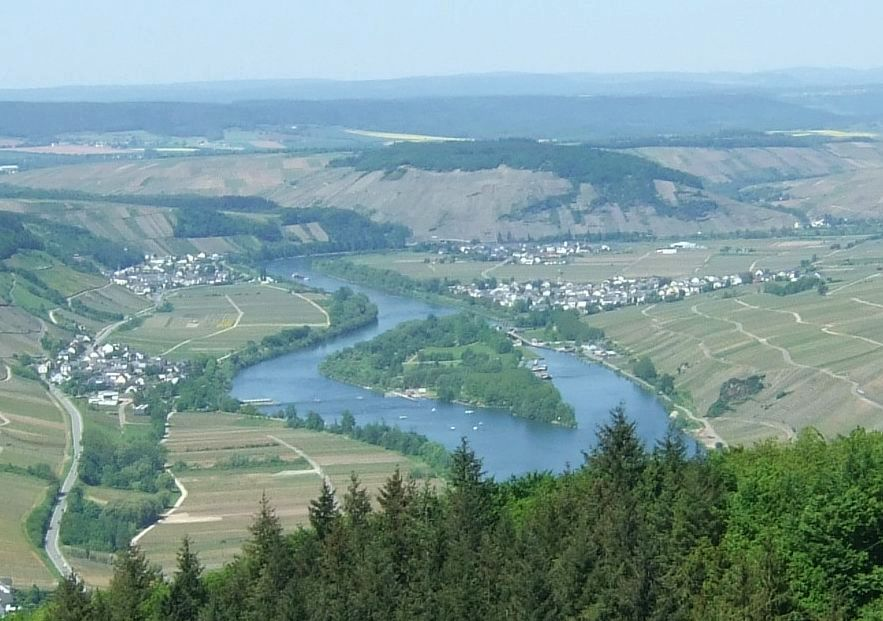
Mosel bei Detzem

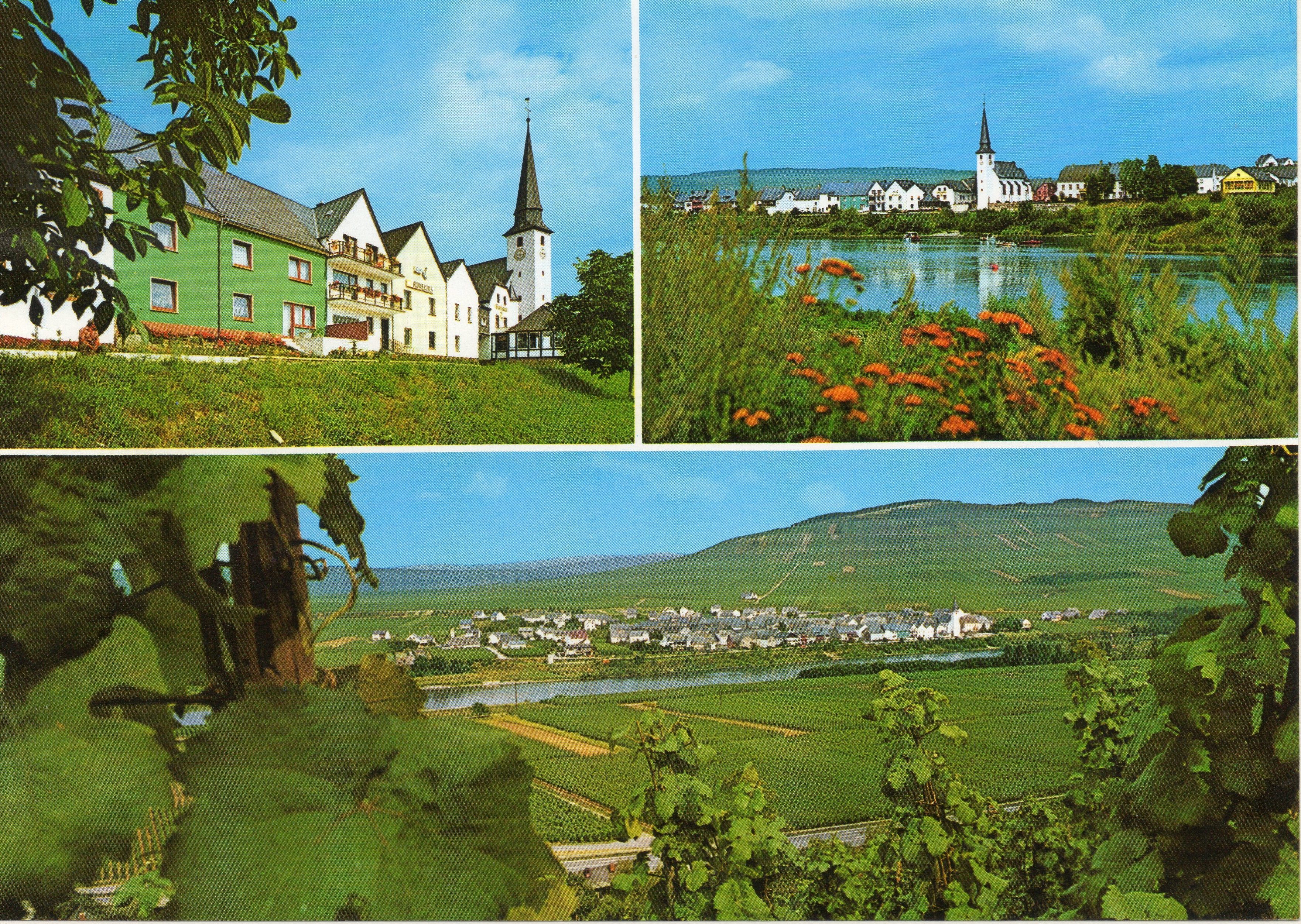
Detzem auf einer Ansichtskarte von 1976

Detzem an der Mosel ist eine Ortsgemeinde im Landkreis Trier-Saarburg in Rheinland-Pfalz. Sie gehört der Verbandsgemeinde Schweich an der Römischen Weinstraße an.

## Geographie
Zu Detzem gehört auch der Wohnplatz Haus Arenz.

## Name
Der Name kommt vom lateinischen decem („zehn“), weil Detzem zehn keltische Leugen (Meilen, 22 Kilometer) moselabwärts von Trier liegt (ad decimum lapidem = am zehnten Meilenstein), an der römischen Fernstraße Trier – Neumagen – Bingen – Mainz (siehe auch Quint).

## Geschichte
König Arnulf übergab der Abtei St. Maximin in Trier 893 das fränkische Königsgut Detzem.
Im Urbar der Abtei St. Maximin um 1200 sind für Detzem die Kirche, der Herrenhof mit 20 Hufen und sieben kleinere Hofstellen aufgeführt.
Später gehörte Detzem zum Amt Maximin und zählte nach dem Trierer Feuerbuch von 1563 29 Feuerstellen und im Jahre 1684 27 Feuerstellen.
Einwohnerentwicklung
Die Entwicklung der Einwohnerzahl von Detzem, die Werte von 1871 bis 1987 beruhen auf Volkszählungen:
- 1815 – 336
- 1835 – 438
- 1871 – 430
- 1905 – 528
- 1939 – 668
- 1950 – 658
- 1961 – 626
- 1965 – 657
- 1970 – 615
- 1975 – 588
- 1980 – 537
- 1985 – 509
- 1987 – 519
- 1990 – 508
- 1995 – 528
- 2000 – 543
- 2005 – 537
- 2010 – 552
- 2018 – 611
- 2020 – 615

## Politik

### Gemeinderat
Der Gemeinderat in Detzem besteht aus zwölf Ratsmitgliedern, die bei der Kommunalwahl am 9. Juni 2024 in einer Mehrheitswahl gewählt wurden, und der ehrenamtlichen Ortsbürgermeisterin als Vorsitzender. Bis zur Wahl 2019 wurde in einer personalisierten Verhältniswahl gewählt, da mehr als eine Wahlvorschlagsliste eingereicht wurde.
Die Sitzverteilung im Ortsgemeinderat:
| Wahl | CDU               | WG                | Gesamt   |
| ---- | ----------------- | ----------------- | -------- |
| 2024 | per Mehrheitswahl | per Mehrheitswahl | 12 Sitze |
| 2019 | 7                 | 5                 | 12 Sitze |
| 2014 | 8                 | 4                 | 12 Sitze |

### Bürgermeister
Monika Seelbach (CDU) wurde am 17. März 2021 Ortsbürgermeisterin von Detzem. Da für eine im November 2020 angesetzte Neuwahl kein Wahlvorschlag eingereicht wurde, oblag die Neuwahl gemäß rheinland-pfälzischer Gemeindeordnung dem Rat. Dieser entschied sich für Seelbach. Bei der Direktwahl am 9. Juni 2024 wurde sie als einzige Bewerberin mit einem Stimmenanteil von 73,6 % für weitere fünf Jahre in ihrem Amt bestätigt.
Seelbachs Vorgänger Albin Merten hatte das Amt Mitte 2020 aus gesundheitlichen Gründen niedergelegt. Er war seit 2004 Ortsbürgermeister und zuletzt bei der Direktwahl am 26. Mai 2019 wiedergewählt worden.

### Wappen
Blasonierung: Das Wappen ist geteilt und in der oberen Hälfte gespalten. Oben rechts in Blau ein goldener römischer Meilenstein mit der roten Inschrift X, oben links in Gold ein schwarzer doppelköpfiger, rot bewehrter und silbern nimbierter Adler. Unten in Silber eine grüne Weinranke mit drei Blättern und drei Trauben.

## Sehenswürdigkeiten
In der Mitte des Dorfes befindet sich der sogenannte Zehn-Meilen-Stein, eine stilisierte Darstellung eines römischen Leugensteins. Das Original befindet sich im Rheinischen Landesmuseum in Trier.
Mittelpunkt des Ortes ist die katholische Pfarrkirche St. Agritius, die im Jahr 1735/36 von Abt Martin Bewer neu erbaut und im Jahre 1736 geweiht wurde. Sie beherbergt einen spätbarocken Chor aus dem 15. Jahrhundert. Zwischen 1986 und 1991 wurde die Kirche, die dem Heiligen Agritius, dem vierten Bischof von Trier, geweiht ist, innen renoviert und restauriert.
In den Mauern des heutigen Gasthauses „Zum Anker“ befand sich zur Zeit der Maximiner ein adeliges Weingut. Über einem sandsteingefassten Kamin aus dieser Zeit erinnert noch heute das Wappen des Johannes Theodorus Meelbaum de Castelburg an diese Zeit.
Ein Brunnenhäuschen aus dem 18. Jahrhundert steht vor dem Maximiner Hof, als Erinnerung an früheres dörfliches Leben.
Bei Detzem befindet sich seit der Moselkanalisierung die Staustufe Detzem mit einer Fallhöhe von 9 Metern. Schleuse und Staustufe liegen auf der Höhe einer Moselinsel.
Der Aussichtsturm Fünf-Seen-Blick im Detzemer Wald an der Gemarkungsgrenze zu Pölich hat eine Höhe von etwa 20,5 m und stammt aus dem Jahr 1992. Seit Dezember 2020 war der Turm aus Sicherheitsgründen gesperrt, nach einer Restaurierung erfolgte im Dezember 2023 die Wiedereröffnung.
Bei guter Witterung kann man dort den Bogen der Mosel fünf Mal sehen.
Siehe auch: Liste der Kulturdenkmäler in Detzem

## Veranstaltungen
Am ersten Augustwochenende findet bei der Kirche das Detzemer Rieslingfest mit der großen öffentlichen Weinprobe statt.

## Weinlagen
- Maximiner Klosterlay
- Detzemer Würzgarten